# Brachydiplax chalybea
Brachydiplax chalybea är en trollsländeart. Brachydiplax chalybea ingår i släktet Brachydiplax och familjen segeltrollsländor. IUCN kategoriserar arten globalt som livskraftig.

## Underarter
Arten delas in i följande underarter:
- B. c. chalybea
- B. c. flavovittata
- B. c. simalura

## Bildgalleri

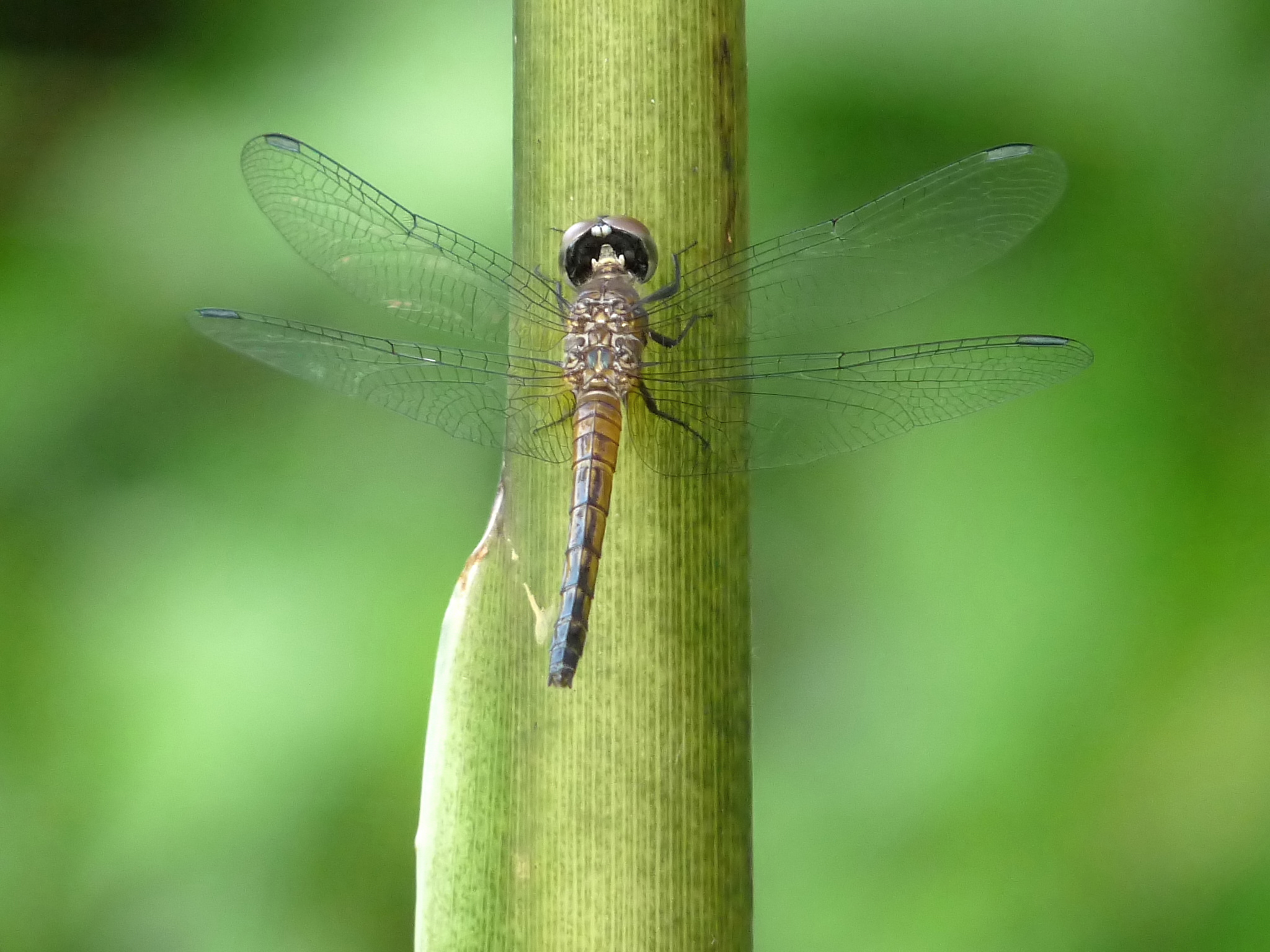
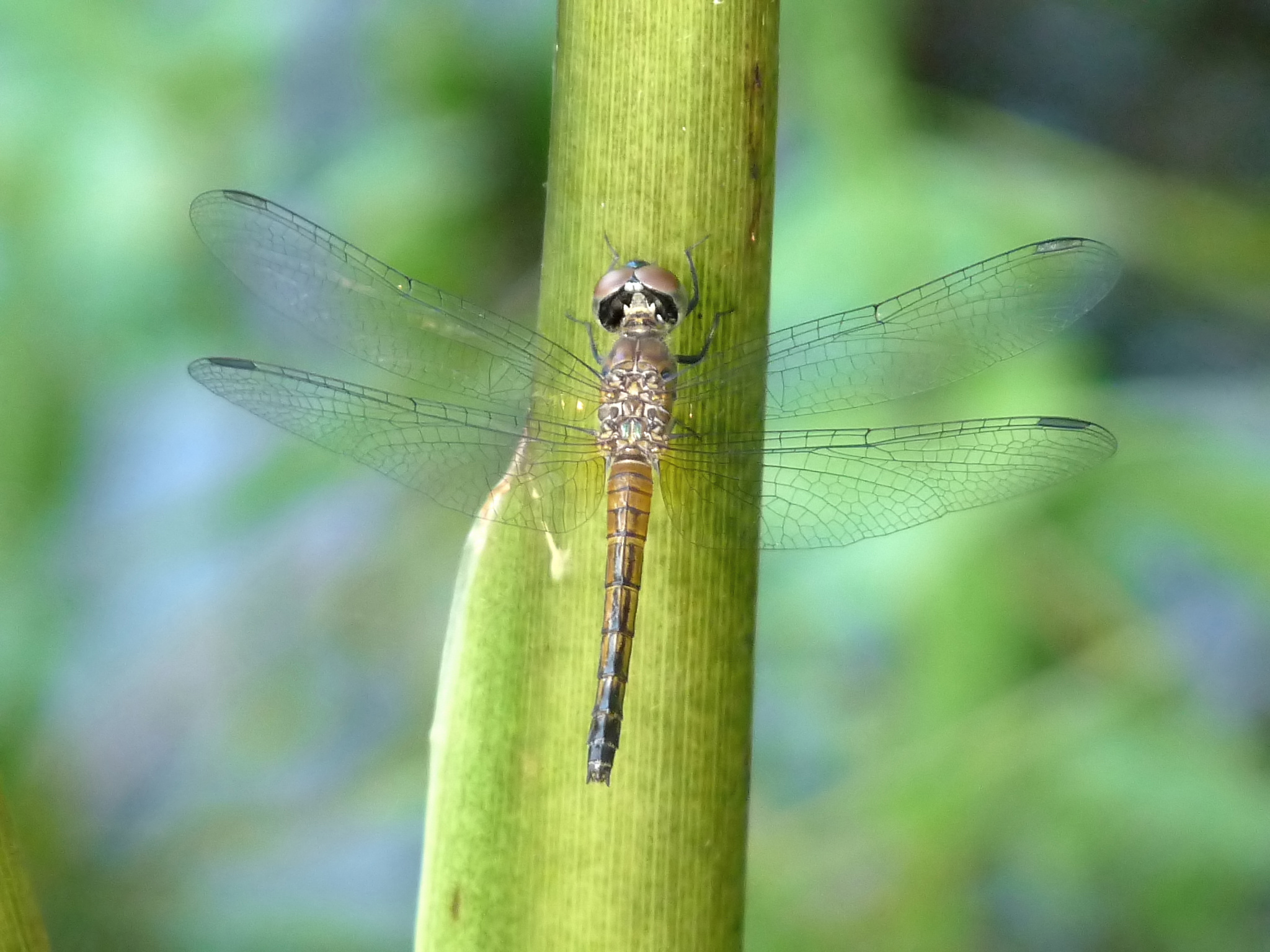
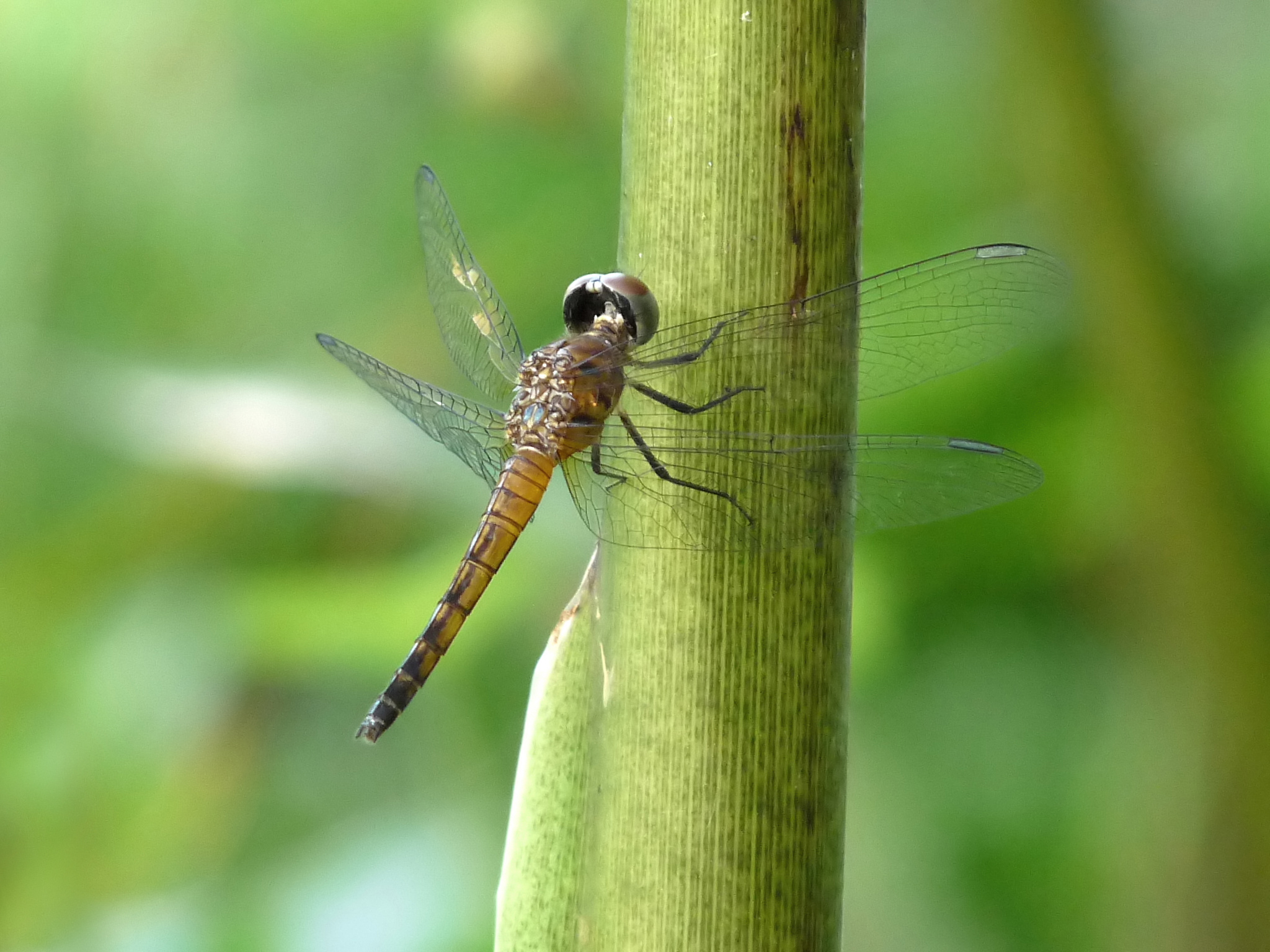
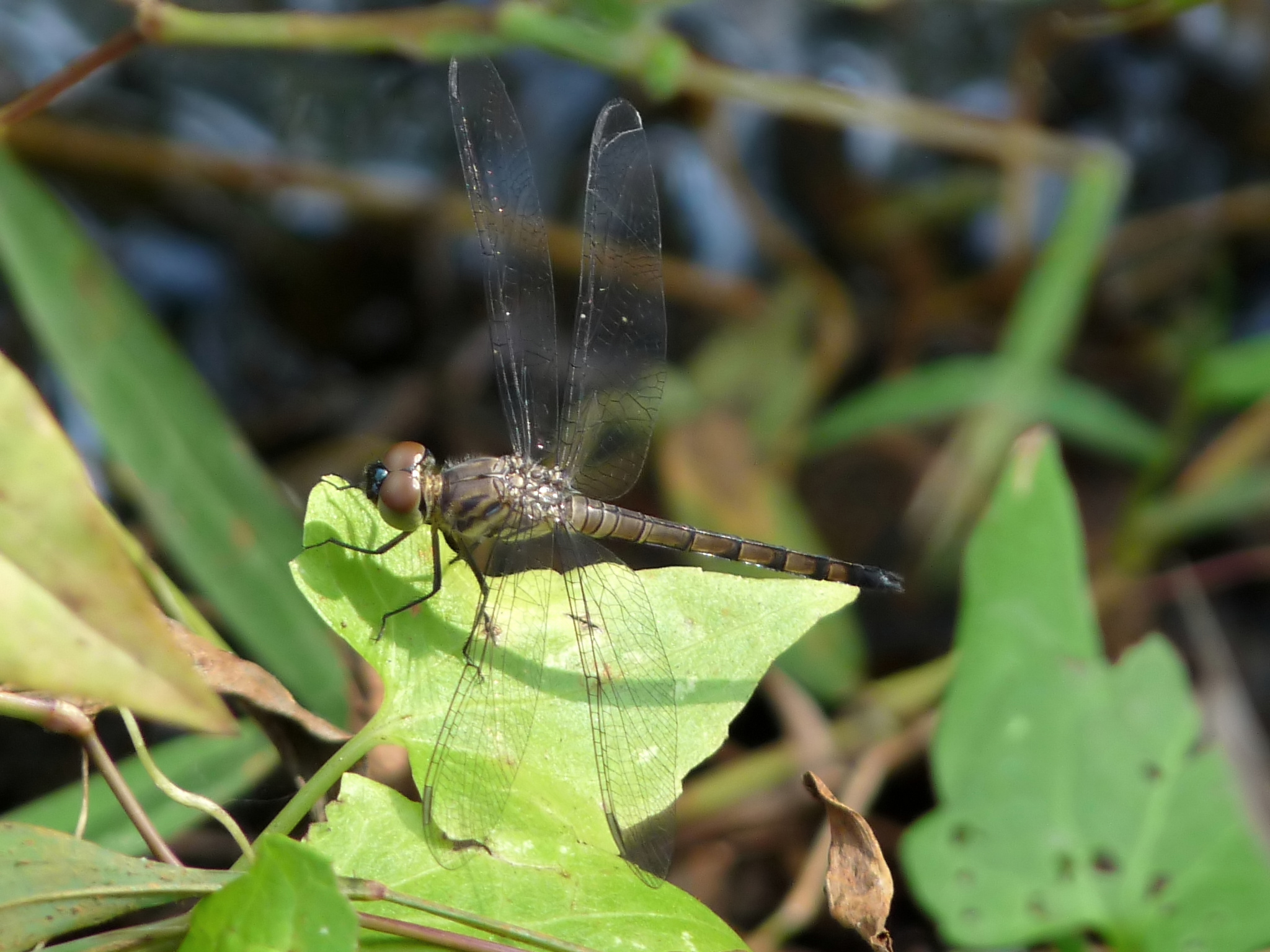
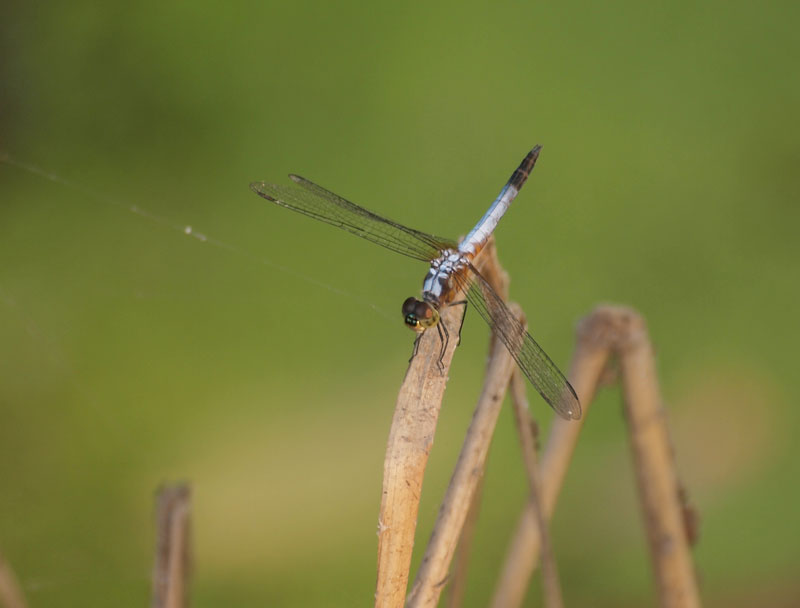